# 琵琶の滝
琵琶の滝（びわのたき）は、徳島県三好市西祖谷山村閑定にある祖谷川支流の滝。落差は25m。とくしま水紀行50選選定。

## 地理
吉野川の支流である祖谷川にそそぎ込む小さな谷にかかる滝で、祖谷のかずら橋のすぐ近くにある。
名前の由来は、源平の戦いに屋島で敗れた平家の落人が祖谷に潜入・土着し、昔日の琴の生活をしのびながら滝の下で琵琶を奏で慰め合ったことによると言われている。

## 交通
- JR土讃線「大歩危駅」より車で約15分。